# Rhomboda wardii
Rhomboda wardii är en orkidéart som beskrevs av Paul Ormerod. Rhomboda wardii ingår i släktet Rhomboda och familjen orkidéer.
Artens utbredningsområde är Burma. Inga underarter finns listade i Catalogue of Life.